# Konrad Meyer

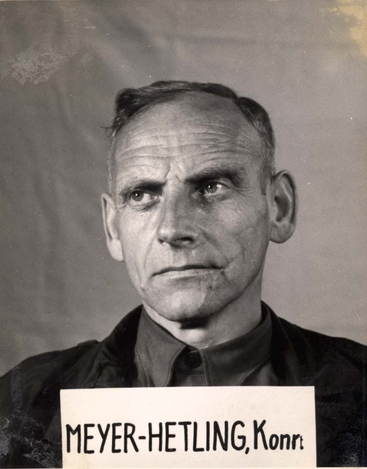
Konrad Meyer-Hetling in alliierter Internierung

Konrad Meyer, auch Konrad Meyer-Hetling, (* 15. Mai 1901 in Salzderhelden bei Einbeck; † 25. April 1973 ebenda) war ein deutscher Agrarwissenschaftler. Als Professor an der Universität Berlin bestimmte er in der Zeit des Nationalsozialismus von 1933 bis 1945 maßgebend die Inhalte des agrarwissenschaftlichen Hochschulstudiums und die Organisation der Landbau-Forschung in Deutschland. Während des Zweiten Weltkrieges war das NSDAP-Mitglied als SS-Oberführer hauptverantwortlich für den Generalplan Ost, insbesondere für die Vertreibung und Ermordung der einheimischen Landbewohner in Osteuropa. 1948 wurde er von einem amerikanischen Militärgericht im Prozess Rasse- und Siedlungshauptamt der SS angeklagt, wegen Mitgliedschaft in einer verbrecherischen Organisation für schuldig befunden, aber anschließend freigelassen. Von 1956 bis 1968 lehrte er als ordentlicher Professor für Landesplanung und Raumordnung an der Universität Hannover.

## Studium und Dozentenzeit
Konrad Meyer entstammt einer altansässigen bäuerlichen Familie. Von 1911 bis 1920 besuchte er das Realgymnasium in Einbeck, ab 1921 studierte er Landwirtschaft an der Universität Göttingen und promovierte dort 1926 bei Otto Tornau mit einer Arbeit über die Genetik des Weizens. Während seines Studiums wurde er 1921 Mitglied der Turnerschaft Gottingo-Normannia in Göttingen. Nach der Promotion ging er als wissenschaftlicher Assistent an das Institut für Pflanzenbau und Pflanzenzüchtung der Universität Breslau. 1927 kehrte er nach Göttingen zurück und übernahm eine planmäßige Assistentenstelle am Institut für Pflanzenbau. 1930 erhielt er mit einer Habilitationsschrift über das Problem der Trockenresistenz des Hafers die Venia legendi für das Fachgebiet „landwirtschaftlicher Pflanzenbau“.
Von 1930 bis 1933 war Meyer als Privatdozent am Göttinger Institut für Pflanzenbau tätig. Er hielt Vorlesungen über „Handelspflanzen“, „Grundlagen der Pflanzenzüchtung“ und betreute die am Institut durchgeführten „Pflanzenbaulichen Übungen“. Während dieser Zeit beschäftigte er sich auch mit grundlegenden Problemen der Landbewirtschaftung. Er forderte eine „natur- und umweltbewusste Wirtschaftsführung“, die durch verstärkten Anbau von Futterpflanzen und durch standortangepasste Fruchtfolgen erreicht werden könne.

## Tätigkeiten im Nationalsozialismus

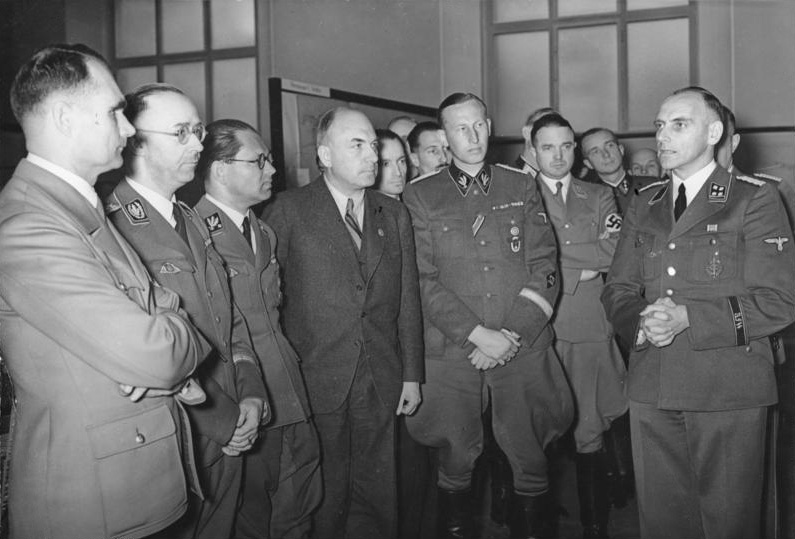
Ausstellung „Planung und Aufbau im Osten“, Berlin, 20. März 1941. Konrad Meyer als Vortragender, auf dem Bild ganz rechts

Zum 1. Februar 1932 schloss sich Meyer der NSDAP an (Mitgliedsnummer 908.471) und trat als Parteiredner und Führer der Dozentenschaft an der Universität Göttingen in Erscheinung. 1933 war er NS-Stadtverordneter. In die SS trat er am 20. Juni 1933 ein, seine Mitgliedsnummer lautete 74.695. Er war bis 1935 als Schulungsleiter der 51. SS-Standarte tätig.
Im Frühjahr 1934 folgte er einem Ruf auf den Lehrstuhl für Acker- und Pflanzenbau der Universität Jena. Bereits im Herbst des gleichen Jahres übernahm er – ohne jedes Berufungsverfahren – an der Landwirtschaftlichen Fakultät der Universität Berlin eine o. Professur für „Ackerbau und Landbaupolitik“ und wurde Direktor des gleichnamigen, für ihn gegründeten Instituts in der Villa von Friedrich Aereboe (Im Dol 27/29), das 1941 in „Institut für Agrarwesen und Agrarpolitik“ umbenannt wurde. Diese Funktionsstelle war gesetzeswidrig durch die Zwangspensionierung des Leiters des Instituts für Bienenkunde (IfB) Ludwig Armbruster geschaffen worden. Armbruster war mit Wirkung zum 1. August 1934 als Regimegegner und Judenfreund von der Berliner Universität entlassen worden.
Bereits seit Ende 1933 war Meyer Mitarbeiter im Preußischen Kultusministerium in Berlin, wo er die Leitung des neuen Referates „Allgemeine Biologie, Landbau-, Forst- und Veterinärwissenschaft“ übernommen hatte. Zu den Aufgaben dieses Referates gehörte es, die Lehre und Forschung auf diesen Fachgebieten zu reformieren. Meyer widmete sich zunächst der Reform des Landwirtschaftsstudiums. In mehreren Veröffentlichungen hat er das Grundkonzept seiner Reformvorschläge dargelegt: Sozial-, Rechts- und Bauerngeschichte sowie Agrarpolitik stärker in den Studienplänen zu berücksichtigen und die Anzahl der Vorlesungen zugunsten von Übungen und Seminaren deutlich zu reduzieren. 1935 wurden seine Vorschläge ministeriell genehmigt. 1936 wurde er Vizepräsident der Deutschen Forschungsgemeinschaft und bestimmte in dieser Funktion maßgebend die agrarwissenschaftlichen Studiengänge sowie die Organisation der Landbau-Forschung in Deutschland.
Die von ihm 1935 herausgegebene Schrift Das Studium der Landwirtschaft ist die wichtigste Dokumentation über Inhalte und Organisationsstruktur des landwirtschaftlichen Studiums in Deutschland in der Zeit des Nationalsozialismus. Auf Meyers Initiative wurde 1935 der „Forschungsdienst“ gegründet, ein akademieartiger Zusammenschluss aller Träger der landwirtschaftlichen Forschung in Deutschland. Meyer wurde Obmann dieser Institution, bei der die zahlreichen Einzeldisziplinen in sieben Reichsarbeitsgemeinschaften zusammengefasst waren. Als wissenschaftliches Zentralorgan gründete Meyer die Zeitschrift „Der Forschungsdienst“. 1936 wurde Meyer mit der Hermann-von-Nathusius-Medaille für seine Leistungen in der Tierzucht ausgezeichnet. Von 1936 bis 1945 hat er 18 Bände und zahlreiche Sonderhefte herausgegeben. Die unter dem Titel „Forschung für Volk und Nahrungsfreiheit“ erschienenen Sonderhefte 8 (1938) und 16 (1942) geben einen umfassenden Überblick über die Agrarforschung in Deutschland während der Zeit zwischen 1935 und 1942. Meyer sicherte fast ein Drittel der damaligen Forschungsmittel des Reichsforschungsrats im Bereich Landwissenschaft und Allgemeine Biologie.
Meyers Forschungsinteresse galt nach 1935 in zunehmendem Maße strukturellen Problemen des ländlichen Raumes und der Raumforschung. 1935 hatte Meyer die Reichsarbeitsgemeinschaft für Raumforschung (RAG) gegründet und damit dieses Forschungsgebiet in Deutschland institutionalisiert. Im Laufe des Jahres 1936 nahm Meyer Einfluss auf den Aufbau der Hochschularbeitsgemeinschaften für Raumforschung, die der RAG zugeordnet waren. Bis unmittelbar vor Kriegsbeginn leitete Meyer die nicht dem Forschungsdienst unterstehende Reichsarbeitsgemeinschaft. Von 1936 bis 1940 gab er die Monatsschrift „Raumforschung und Raumordnung“ heraus, von 1938 bis 1945 auch die Zeitschrift „Neues Bauerntum“. 1939 berief ihn die Preußische Akademie der Wissenschaften zu ihrem ordentlichen Mitglied. Er war nach Albrecht Daniel Thaer der zweite Agrarwissenschaftler, der dieser Akademie angehörte.

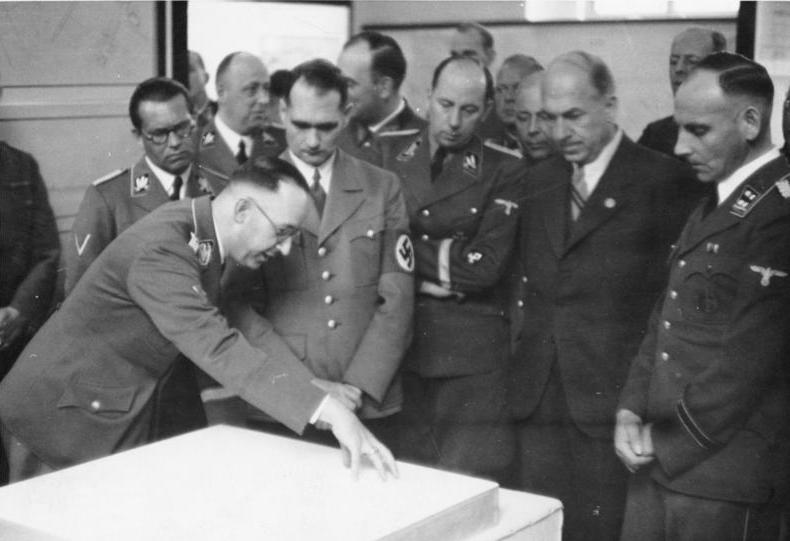
Ausstellung „Planung und Aufbau im Osten“, Berlin, 20. März 1941. Vorne: Rudolf Heß und Heinrich Himmler; hinter Himmler: Philipp Bouhler, hinter Hess verdeckt: Kurt Daluege; 1. von rechts: Konrad Meyer

Mit Beginn des Zweiten Weltkrieges standen Raumplanungs- und Siedlungsfragen noch stärker im Vordergrund seiner Tätigkeit. Noch im Jahr 1939 wurde Meyer als SS-Oberführer zum Leiter des Planungsamtes beim Reichskommissar für die Festigung deutschen Volkstums (RKF) ernannt. Im Frühjahr 1940 arbeitete das Reichssicherheitshauptamt (RSHA) unter Mitarbeit von Konrad Meyer eine erste Fassung des Generalplans Ost aus, in dem nationalsozialistische Denkweisen „ihre Präzisierung zu einem konkreten Szenario“ fanden. In der Planungsabteilung des RKF war Meyer hauptverantwortlich für die Ausarbeitung der Denkschrift Generalplan Ost. Zu den Mitarbeitern Meyers gehörten hier unter anderem der Geograph Walter Christaller und der Landschaftsplaner Heinrich Wiepking-Jürgensmann. Im Generalplan Ost wurde die rechtliche, wirtschaftliche und räumliche Neuordnung der von Deutschland besetzten oder noch zu erobernden Gebiete in Osteuropa festgelegt.
Ab 1942 war Meyer Planungsbeauftragter für die Siedlung und ländliche Neuordnung im Reichsministerium für Ernährung und Landwirtschaft, Reichsbauernführer und Reichsleiter für Agrarpolitik, Walther Darré bzw. Herbert Backe.
Im Spätsommer 1944 wurde Meyer Soldat der Waffen-SS. Er erhielt zunächst eine Offiziersausbildung in der SS-Junkerschule Kienschlag bei Prag. Im April 1945 wurde er als Oberjunker an die Front zur SS-Division Frundsberg versetzt, diente dort als Verbindungsoffizier und wurde zum Untersturmführer der Waffen-SS befördert. Nach Hitlers Tod setzte sich Meyer zu Fuß nach Bayern in die amerikanische Zone ab. Im Mai 1945 geriet er bei Weißenstein in amerikanische Gefangenschaft.

## Nachkriegszeit
Nach Kriegsgefangenschaft und dreijähriger Internierungshaft wurde Meyer 1948 im Prozess Rasse- und Siedlungshauptamt der SS angeklagt. Sein Verteidiger war der Berliner Anwalt Kurt Behling. Meyer sagte im Prozess nur zu einer frühen Variante des Generalplans Ost aus und täuschte die Richter über Wesen und Ausmaß der späteren Varianten. Außerdem sagten mehrere Zeugen zu seinen Gunsten aus. Einer seiner früheren Mitarbeiter, der Agrarsoziologe Herbert Morgen, erklärte eidesstattlich, dass „viele Forschungsergebnisse von Prof. Meyer einen bleibenden Wert“ hätten. Meyer wurde in zwei von drei Anklagepunkten (Verbrechen gegen die Menschlichkeit und Kriegsverbrechen) freigesprochen. Im dritten Anklagepunkt („Mitgliedschaft in einer verbrecherischen Organisation“ – der SS) befand ihn das Gericht als schuldig. Das Urteil lautete auf 2 Jahre und 10 Monate Haft, die durch die Internierungszeit abgegolten war, so dass er anschließend freigelassen wurde.
Seit 1949 leitete Meyer den Saatzuchtbetrieb Rimpau in Voldagsen bei Einbeck. In den folgenden Jahren publizierte er mehrere Beiträge über Sortenversuche. In seiner 1953 veröffentlichten Schrift Nahrungsraum und Überbevölkerung behandelte er globale Fragen der Ernährung. 1956 wurde Meyer als ordentlicher Professor auf den Lehrstuhl für Landesplanung und Raumforschung an der Fakultät für Gartenbau und Landeskultur der Technischen Universität Hannover berufen. Hier wirkte er, zeitweise als Kollege seines früheren Mitarbeiters Heinrich Wiepking-Jürgensmann, bis zu seiner Emeritierung im Jahre 1968. Sein wissenschaftliches Hauptwerk aus dieser Zeit ist das Buch Ordnung im ländlichen Raum (1964), eine umfassende Darstellung des Problems, ländliche Räume den Bedingungen der modernen Industriegesellschaft anzupassen. Er war unter anderem Mitglied der Akademie für Raumforschung und Landesplanung. Meyer flossen 1958/59 von der Deutschen Forschungsgemeinschaft – einmalig für die Zeit nach 1945 – noch einmal Mittel für ein von ihm betreutes Forschungsprojekt zu. Der Titel des DFG-Forschungsprojekts lautete „Veränderung der Bodennutzung und sozialräumliche Struktur einer wachsenden Großstadt: dargestellt am Beispiel der Stadt Hannover“. Daraus resultierte die 1962 veröffentlichte Dissertation seines Doktoranden Hermann Böke.
An den Schriften Meyers vor wie nach 1945 wird deutlich, dass er weiterhin beabsichtigte, qua „Raumordnung“ die Gesellschaft im Sinne seiner nationalsozialistischen Überzeugungen zu beeinflussen (Social Engineering).

## Schriften (Auswahl)
- Beiträge zur Genetik des Weizens. Diss. Math.-nat. Fak. Göttingen v. 15. Januar 1926. Zugl. in: Journal für Landwirtschaft. Bd. 73, 1925, S. 241–304.
- Studien über den Wasserhaushalt des Hafers. Ein Beitrag zum Xerophytenproblem unserer landwirtschaftlichen Kulturpflanzen. Habil.-Schr. Math.-nat. Fakultät Göttingen v. 28. Februar 1930. Zugl. in: Journal für Landwirtschaft. Bd. 78, 1930, S. 31–202.
- Gedanken zum landwirtschaftlichen Hochschul- und Bildungswesen. In: Deutsche Agrarpolitik. Monatsschrift für deutsches Bauerntum (= Odal). Jg. 2, 1933/1934, S. 263–272.
- Deutscher Sozialismus, Rasse und Bauerntum. In: Odal. Monatsschrift für Blut und Boden, Jg. 2, Heft 11, Mai 1934, S. 770–785.
- Das bodenständige Prinzip in der neuen Agrarverfassung. In: Odal. Monatsschrift für Blut und Boden, Jg. 3, 1934, Heft 6, S. 382–390.
- Das Studium der Landwirtschaft. Reichsnährstand Verlags-Ges. Berlin 1935; 2. Aufl. ebd. 1938.
- Rational-liberale oder nationalsozialistische Landwirtschaftswissenschaft?, Zeitgeschichte Verlag Berlin und Blut und Boden Verlag, Goslar 1935.
- Zur Problemlage und naturwissenschaftlichen Grundlegung der Landbauwissenschaft. In: Der Forschungsdienst. Sonderheft 2, 1936, S. 7–17.
- Entwicklung und Aufgaben des deutschen Ackerbaus. In: Der Forschungsdienst. Sonderheft 3, 1936, S. 7–18.
- Als Hrsg.: Volk und Lebensraum: Forschungen im Dienste von Raumordnung und Landesplanung. Beiträge zur Raumforschung und Raumordnung, 1. Vowinckel-Verlag, Heidelberg-Berlin-Magdeburg 1938.
- Entwicklung und Lage der Rückstandszonen des alten Reichsgebietes. Zwischenbericht des Arbeitskreises "Behebung der Notstandsgebiete" in der Reichsarbeitsgemeinschaft für Raumforschung. Leiter: Konrad Meyer. Hauptsachbearb.: Udo Froese. Druck: Haag-Drugulin, Leipzig 1939. Mit Druckvermerk: "Nur für den Dienstgebrauch".
- Bodenordnung als volkspolitische Aufgabe und Zielsetzung nationalsozialistischen Ordnungswillens. Festrede, gehalten am Leibnitztage der Preußischen Akademie der Wissenschaften 1940. de Gruyter, Berlin 1940.
- Agrarpolitik, eine völkische Grundwissenschaft. 2. erg. Aufl. Neumann Verlag, Neudamm 1943.
- Nahrungsraum und Überbevölkerung. Ein Weltproblem der Gegenwart. Göttinger Verlagsanstalt für Wissenschaft und Politik Göttingen 1953.
- Ordnung im ländlichen Raum. Grundlagen und Probleme der Raumplanung und Landentwicklung. Verlag Eugen Ulmer Stuttgart 1964.
- Der Mensch im Spannungsfeld der Raumplanung. Wilhelmshavener Vorträge. Schriftenreihe der Nordwestdeutschen Universitätsgesellschaft H. 36, 1967.
- Über Höhen und Tiefen. Ein Lebensbericht. Maschinenschrift, o. O. u. o. J., um 1970.[15]
- zahlreiche Beiträge von Konrad Meyer im: Handwörterbuch der Raumforschung und Raumordnung. Hrsg. von der Akademie für Raumforschung und Landesplanung. Hannover: Jänecke 1966 (1970, 2. Aufl.)

Reihen
- als Hrsg.: Veröffentlichungen der Akademie für Raumforschung und Landesplanung. (Ehemals: Reichsarbeitsgemeinschaft für Raumforschung). Begründet von Konrad Meyer und Paul Ritterbusch. Fortgeführt von Kurt Brüning (auch genannt: Forschungs- und Sitzungsberichte der Akademie für Raumforschung und Landesplanung.) In wechselnden Verlagen: Curt R. Vincentz, Hannover; Verlag Walter Dorn, Bremen-Horn, Gebr. Jänecke Verlag, Hannover, Hermann Schroedel, Hannover.[16]

## Film
- Blutiger Boden, deutscher Raum. Die Siedlungspläne der SS, Dokumentarfilm, 52 min, ORF/3sat/Hengster Filmproduktion 2024, Buch und Regie: Andreas Kurz.

## Auszeichnungen
1936 wurde Konrad Meyer mit der Hermann-von-Nathusius-Medaille ausgezeichnet.